# Хуан Марсе
Хуан Марсе (на испански: Juan Marsé Carbó) е испански писател от т.нар. Поколение на '50-те, заедно с писатели като Мануел Васкес Монталбан, Карлос Барал и други. Носител на най-голямата награда за испаноезична литература в света - „Сервантес“ за 2008.

## Биография
Роден е на 8 януари 1933 г. в Барселона като Хуан Фанека Рока. Майка му умира при раждането и малко след това е осиновен от семейство Марсѐ, чиято фамилия приема. След като завършва училище, започва работа като чирак бижутер. От 14-годишна възраст публикува свои творби в разни списания. Печели първата си литературна награда (Premio Sésamo) през 1959 г. за свой разказ, а 2 години по-късно публикува и първия си роман „Encerrados con un solo juguete“. Между 1959 и 1962 г. живее в Париж, упражнявайки различни професии (преводач, учител по испански и др).
След като се завръща в Барселона, работи като киносценарист. Сътрудничи и в различни издания, а в списанието Por favor, става и главен редактор. През 1966 г. се жени за Хоакина Ойас, от която има 2 деца - Алехандро (р. 1968) и Берта (р. 1970). Същата година излиза и един от най-добрите му романи, спечелили му световна слава - „Тъмната история на братовчедката Монсе“ (La oscura historia de la prima Montse), издаден и в България през 1987 г.

## Творчество
Действието в произведенията на Марсе се развиват в родната му Барселона и по-специално Гинардо̀, кварталът в който писателят се ражда и минават младежките му години. Детството му минава в следвоенните години, което силно се просмуква в цялото творчество. Отношенията между хората, моралната и социална деградация на периода на диктатурата на Франко, пропастта между различните социални класи и загубеното детство са основни теми за Марсе.
Романите му са преведени на редица езици (немски, френски, английски, полски, унгарски, български и др.), а част от тях са екранизирани.